# زلزال إيدو

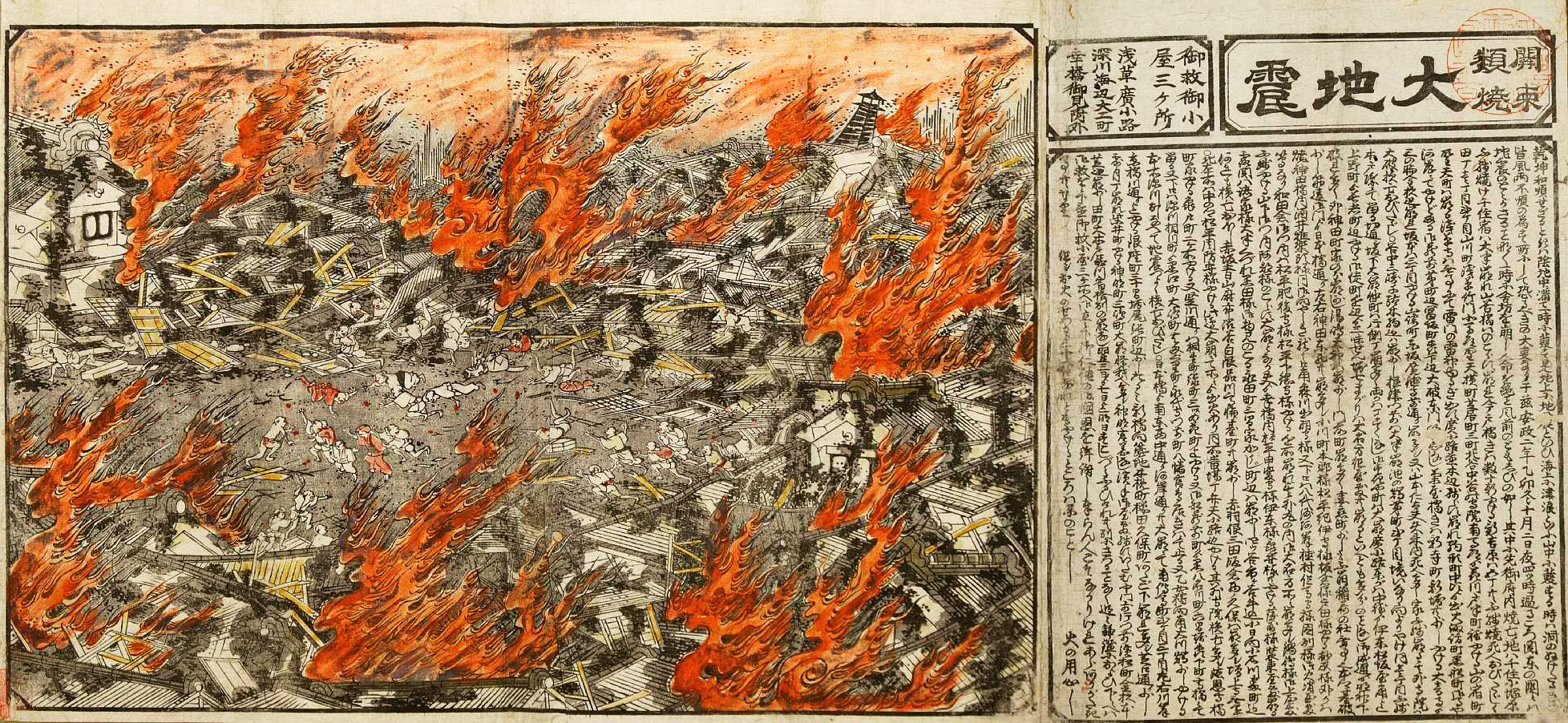
رسم عن أثار زلزال آنسي العظمى

زلزال إيدو (باليابانية: 安政江戸地震) ، حدثت زلزال في مدينة إيدو (طوكيو الآن) بتاريخ 11 نوفمبر سنة 1855م وبدأت الهزات العنيفة عند الساعة الثانية والعشرين بقوة 7.0 درجة، مخلفة عدد الخسائر نحو 7000 شخص، بالإضافة إلى انتشار الحريق في المدينة بشكل كبير.